# Matchstick Men
Matchstick Men är en amerikansk-brittisk film från 2003 i regi av Ridley Scott. Filmen är baserad på Eric Garcias roman med samma namn.

## Handling
Roy och Frank är brottslingar i Los Angeles. Roy är dessutom tvångsneurotiker och kedjerökare vilket leder till problem med den brottsliga verksamheten. Han söker på inrådan av Frank hjälp hos en psykiater, vilket leder till att Roy upptäcker att han har en 14-årig dotter. En dag dyker dottern upp efter ett bråk med sin mor, de båda kommer varandra när och Roy berättar om sin kriminella verksamhet. Dottern övertalar honom att lära henne vissa trick och börjar intressera sig för faderns kriminella bana.

## Om filmen
Filmen är inspelad i Anaheim, Los Angeles och Marina del Rey. Den hade världspremiär vid Filmfestivalen i Venedig den 2 september 2003 och svensk premiär den 12 december samma år, åldersgränsen är 7 år.

## Rollista
| Nicolas Cage  | – Roy Waller      |
| Sam Rockwell  | – Frank Mercer    |
| Alison Lohman | – Angela          |
| Bruce Altman  | – Dr. Klein       |
| Bruce McGill  | – Chuck Frechette |
| Jenny O'Hara  | – Mrs. Schaffer   |
| Steve Eastin  | – Mr. Schaffer    |

## Musik i filmen
- The Good Life, skriven av Jack Reardon, Sacha Distel och Jean Broussole, framförd av Bobby Darin
- Charmaine, skriven av Lew Pollack och Erno Rapee, framförd av Mantovani & His Orchestra
- This Town, skriven av Lee Hazlewood, framförd av Frank Sinatra
- Svensk rapsodi, skriven av Hugo Alfvén, framförd av Mantovani & His Orchestra
- The Lonely Bull, skriven av Sol Lake, framförd av Herb Alpert och The Tijuana Brass
- Summer Wind, skriven av Johnny Mercer, Henry Mayer och Hans Bradtke, framförd av Frank Sinatra
- Suzi's Topology, skriven av Bruce Fowler
- See You Again, skriven av David Rice, Paige Lewis och Ramy Antoun, framförd av Paige Lewis
- Tijuana Taxi, skriven av Ervan Coleman, framförd av Herb Alpert och The Tijuana Brass
- Cowboy, skriven av R.J. Ritchie, Matthew Shafer, John A. Travis och James Trombly, framförd av Kid Rock
- El Amor Eres Tu, skriven av José Padilla, framförd av Orquesta Sinfonica de Madrid
- La Paloma, skriven av Annunzio Mantovani och Sebastián Yradier, framförd av Mantovani & His Orchestra
- Beyond the Sea, skriven av Albert Lasry, Jack Lawrence och Charles Trenet, framförd av Bobby Darin
- Che Soave Zeffiretto ur Figaros bröllop, skriven av Wolfgang Amadeus Mozart, framförd av Magyar Állami Operaház Zenekara (ungerska statens operaorkester)
- The Best Thing, skriven av Paige Lewis, David Rice och Ramy Antoun, framförd av Paige
- L'Amore in Citta, skriven av Mario Nascimbene
- Perfidia, skriven av Alberto Domínguez, framförd av Mantovani & His Orchestra
- Leaning on a Lamp Post, skriven av Noel Gay, framförd av George Formby
- More Than This, skriven av Bryan Ferry, framförd av Roxy Music
- How Sweet It Is (To Be Loved By You), skriven av Eddie Holland Jr, Brian Holland och Lamont Dozier, framförd av Marvin Gaye
- 3 Sheets to the Wind (What's My Name), skriven av R.J. Ritchie, framförd av Kid Rock
- Almost There, skriven av Jerry Keller och Gloria Shayne, framförd av Andy Williams
- Danke Schön, skriven av Bert Kaempfert, Milton Gabler och Kurt Schwabach, framförd av Wayne Newton
- Nunca Me Va a Dejar
- Antigua Capitana, skriven och framförd av Johnny Martinez
- La Dolce Vita från Det ljuva livet, skriven av Nino Rota